# Византийско-венецианский договор (1082)
Византийско-венецианский договор (1082) — торговый и оборонительный пакт между Византией и Венецианской республикой в форме изданного императором Алексеем I Комнином хрисовула в мае 1082 г.. В обмен на помощь в войне с норманнами венецианцы получали обширные торговые привилегии, сам договор оказал серьёзное влияние на дальнейшую историю двух государств.

## Условия
Византийская империя сделала большое количество торговых уступок Венецианской республике в обмен на военную поддержку против норманнов, которые в XI в. завоевали различные византийские владения. Согласно договору, византийцы предоставили венецианцам право торговать по всей империи без взимания налогов.
Условия:
- Таможенным и финансовым византийским чинам было запрещено досматривать товары венецианцев и брать с них пошлину.
- Венецианцам были открыты бесчисленные морские стоянки, где они могли бесплатно приставать и складывать свои товары, равно как территории, по которым они свободно могли ходить, не платя ни за ввоз, ни за вывоз, ни при продаже, ни при покупке.
- В пользу венецианских церквей передавались 20 ливров, дож получал титул протосеваста с причитающимся этому званию денежным вознаграждением, патриарху давался титул ипертима с жалованьем в 15 ливров. В пользу собора Святого Марка в Венеции установлен налог со всех амальфитанцев, живущих в империи и занимающихся торговлей и ремеслами, по три пошлины с каждого.
- В Константинополе в пользу проживающих с торговыми целями венецианцев был пожалован большой квартал и три морские пристани между иудейскими воротами и Виглой на мысе, вдающемся в Босфор близ моста.
- Венецианцам дается право доступа в Лаодикею и Антиохию, Мопсуестию, Тарс, Атталию, Хиос, Эфес, Драч, Авлона, Бондица с островом Корфу, Модон и Корон, Навплия, Коринф, Фивы, Афины, Негропонт, Димитриада, Солунь, Хрисополь (при устьях Стримона), Абидос, Адрианополь, Ираклия, Силиврия и Константинополь. Во всех упомянутых местах они имеют право торговать свободно, не внося никаких пошлин и не делая никаких взносов в казну за ввозимые и вывозимые товары, будучи свободны от власти морского эпарха, от логофета казны, коммеркиариев, хартулариев, счетчиков и всех чинов, ведающих сборами пошлин, ибо им предоставлена беспошлинная торговля всяческим видом товаров. Если же какой чин нарушит вольности венецианцев, подвергается штрафу в пользу приказа двора (των οικειακων) в 10 ливров и платит вчетверо против той суммы, на какую по его вине потерпели ущерб венецианские купцы.

## Последствия
Венецианцы не оказали серьёзной помощи, но получили выгоду от торговых привилегий. Экономические возможности Византии были значительно снижена из-за упущенных доходов, которые оставались у венецианцев благодаря праву безналоговой свободной торговли. Это положило основу для ослабления империи и в конечном итоге положило начало её окончательному упадку.
В 1083 г. прибывшая в гавань Драча венецианская эскадра вместе с греками отняла у норманнов Корфу. помощь венецианцев при Драче была главным основанием для наделения их торговыми привилегиями
Это привело к постепенному ослаблению византийских купцов и ремесленников, обложенных тяжёлыми налогами и не выдерживавших конкуренции с венецианцами. Поэтому уже следующий император, Иоанн II Комнин (1118—1143), воспользовался ослаблением норманнской угрозы и решил оградить экономику страны от засилья иноземных купцов, отказавшись соблюдать условия хрисовула 1082 года. Это привело к войне 1122—1126 годов, в ходе которой венецианский флот обрушился набегами на прибрежные районы Византии и вынудил её императора издать новый хрисовул с подтверждением старых привилегий и добавлением новых. В противовес все растущему экономическому влиянию Республики святого Марка Иоанн II попытался улучшить торговые условия для Пизы и Генуи, но Венеция всё равно продолжала наращивать своё могущество.